# Moritz Leitner
Moritz Georg Leitner (* 8. Dezember 1992 in München) ist ein ehemaliger deutsch-österreichischer Fußballspieler.

## Herkunft
Leitners Vater stammt aus dem baden-württembergischen Burladingen und war selbst Fußballspieler, seine Mutter kommt aus Oberwölz in der Steiermark. Von ihr stammt der Nachname.
Leitner hat eine Schwester und wuchs im Münchner Stadtteil Oberföhring auf. Am 2. September 2010 erhielt er die deutsche Staatsbürgerschaft.

## Karriere

### Vereine

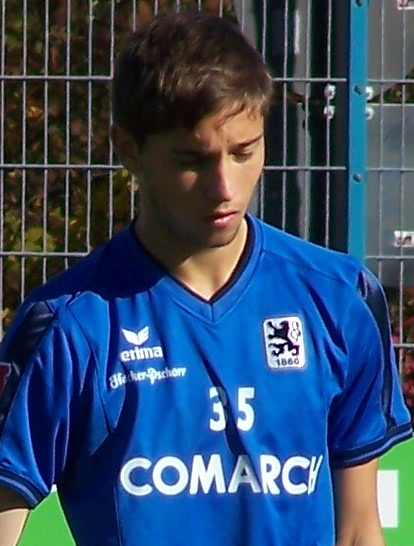
Leitner bei 1860 München (2010)

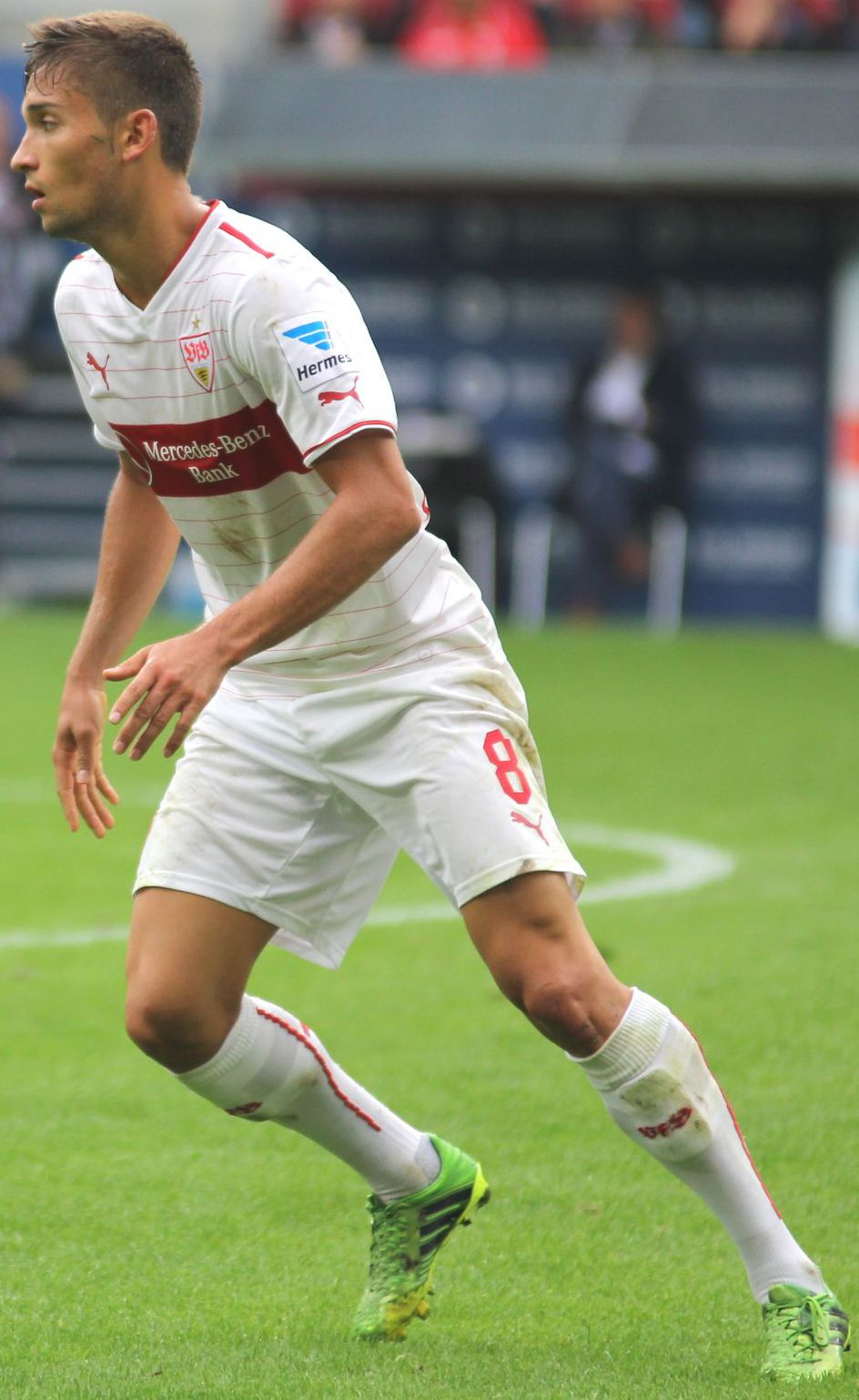
Leitner bei einem Spiel gegen den FC Augsburg (2013)

Leitner begann im Alter von zwei Jahren beim FC Unterföhring aus Unterföhring bei München mit dem Fußballspielen. Im Juli 1998 wechselte er zum TSV 1860 München und durchlief dessen komplette Jugendabteilung. In der Spielzeit 2009/10 spielte er 14-mal in der A-Junioren-Bundesliga und schoss dabei ein Tor, war aber weiter für die U17 spielberechtigt.
Zur Vorbereitung auf die Spielzeit 2010/11 holte ihn Trainer Reiner Maurer zu den Profis des TSV 1860. Leitner durchlief die gesamte Vorbereitung mit der ersten Mannschaft und kam in mehreren Spielen zum Einsatz. Am 14. August 2010 gab er sein Pflichtspieldebüt für 1860, als er im Pokalspiel beim SC Verl eingewechselt wurde. Neun Tage später bestritt er beim Auswärtsspiel gegen den VfL Bochum seine erste Partie in der 2. Bundesliga.
Zum 1. Januar 2011 wechselte Leitner zum Bundesligisten Borussia Dortmund und erhielt dort einen bis Sommer 2015 laufenden Vertrag. Zunächst sollte er bis Saisonende weiter in München bleiben. Da sich der TSV 1860 aber die Leihgebühr für die Rückrunde nicht leisten konnte, wurde er schließlich bis Sommer 2011 an den Zweitligisten FC Augsburg verliehen. Er kam in der Rückrunde auf neun Einsätze für den FCA.
Ab Beginn der Saison 2011/12 gehörte Leitner zum Kader des BVB. Sein Debüt gab er am 24. September 2011 im Spiel gegen den 1. FSV Mainz 05; im Europapokal lief er erstmals am 19. Oktober 2011 im Champions-League-Gruppenspiel gegen Olympiakos Piräus für den BVB auf. Am 32. Spieltag der Saison 2011/12 wurde er mit Borussia Dortmund zum ersten Mal in seiner Karriere Deutscher Meister.
Für die Spielzeiten 2013/14 und 2014/15 wechselte Leitner auf Leihbasis zum VfB Stuttgart. Gleichzeitig verlängerte er seine Vertragslaufzeit in Dortmund bis zum 30. Juni 2017. Beim VfB Stuttgart war bereits sein Vater aktiv gewesen.
Zur Saison 2015/16 kehrte Leitner zurück zu Borussia Dortmund. In der Profimannschaft wurde er selten eingesetzt und spielte für die zweite Mannschaft des BVB. Am 14. Spieltag der Regionalliga West bekam er im „kleinen Revierderby“ gegen die zweite Mannschaft des FC Schalke 04 (0:0) nach Abpfiff die Rote Karte wegen Schiedsrichterbeleidigung gezeigt und wurde für drei Spiele gesperrt.
In der Sommerpause 2016 wechselte Leitner zum italienischen Erstligisten Lazio Rom, für den er in der Hinrunde zwei Ligaspiele absolvierte. Ende Januar 2017 wechselte er zum FC Augsburg.
Ohne einen Einsatz in der Hinrunde der Saison 2017/18 wurde Leitner am 25. Januar 2018 an den englischen Zweitligisten Norwich City verliehen. Bis zum Ende der Saison kam er auf zwölf Einsätze (kein Tor). Zur Saison 2018/19 erwarb Norwich City die Transferrechte an Leitner und stattete ihn mit einem Vertrag mit einer Laufzeit bis zum 30. Juni 2022 aus. Mit Norwich feierte er am Saisonende die Zweitligameisterschaft und stieg in die Premier League auf. 
Im Sommer 2021 unterschrieb er einen Einjahresvertrag beim Schweizer Erstligisten FC Zürich. Im Juli 2022 fand er keinen neuen Verein mehr.

### Nationalmannschaft
Leitner bestritt für die österreichische U17-Auswahl am 21. Mai 2008 beim 7:0-Auswärtssieg in Tallinn gegen Estland ein Länderspiel. Am 3. September 2010, einen Tag, nachdem er die deutsche Staatsbürgerschaft erhalten hatte, wurde er von Bundestrainer Ralf Minge für das anstehende Spiel der deutschen U19-Nationalmannschaft gegen die dänische Auswahl am 6. September nachnominiert. Hier wurde Leitner zur zweiten Halbzeit eingewechselt und bereitete die beiden Tore, die die deutsche Elf nach der Pause zum 3:0-Endstand erzielte, vor. Beim folgenden Spiel am 8. Oktober 2010 schoss er beim 10:0 gegen Andorra in der ersten Qualifikationsrunde zur U19-Europameisterschaft 2011 seine ersten beiden Tore im Trikot der deutschen Nationalmannschaft.
Insgesamt absolvierte Leitner acht Länderspiele für die deutsche U19-Auswahl und erzielte dabei sieben Treffer, ehe er am 4. August 2011 von Bundestrainer Rainer Adrion erstmals für die deutsche U21-Nationalmannschaft nominiert wurde, in der er am 9. August 2011 beim 4:1-Sieg über die Auswahl Zyperns in der Qualifikation zur U21-Europameisterschaft 2013 mit Einwechslung für Julian Draxler in der 80. Spielminute sein Debüt gab. Seinen ersten U21-Länderspieltreffer für Deutschland erzielte Leitner am 10. Oktober 2011 im EM-Qualifikationsspiel gegen San Marino.
In den beiden abschließenden Qualifikationsspielen gegen Belarus sowie Bosnien und Herzegowina erzielte Leitner im September 2012 für die DFB-Elf jeweils ein Tor. Im März 2013 absolvierte er für die deutsche U20-Nationalmannschaft zwei Länderspiele gegen die Schweiz, in denen er jeweils einen Treffer erzielte.

## Erfolge
- Deutscher Meister: 2012
- DFB-Pokal-Sieger: 2012
- Schweizer Fußballmeister: 2021/22 (FC Zürich)